# حمله صحرایی: بازگشت به خلیج
حمله صحرایی: بازگشت به خلیج (به انگلیسی: Desert Strike: Return to the Gulf) که در ایران با نام «خلیج» شناخته می‌شود؛ یک بازی ویدئویی سبک تیراندازی است که در فوریه ۱۹۹۲ توسط شرکت الکترونیک آرتز برای کنسول سگا مگا درایو منتشرشده‌است.

## داستان بازی

کل‌بابا، مرد دیوانه

در بازی دشمن فردی است به نام «کِل‌بابا» (به انگلیسی: Kilbaba) یا «مرد دیوانه» (به انگلیسی: Madman) که قدرت را در یک کشور بی‌نام و خیالی در حاشیه خلیج فارس در دست می‌گیرد و جایگاه خود را به عنوان دیکتاتور آن تثبیت می‌کند. ایالات متحده نیز یک بالگرد را به تنهایی به منطقه می‌فرستد تا طی یک سری حمله سریع، ارتش کل‌بابا را نابود کند در مرحله نخست بازی به شما ماموریت داده شده که تجهیزات نظامی منطقه را نابود و در پایان خبرنگار زن به اسارت گرفته شده را آزاد کنید
مفسران داستان بازی را اشاره‌ای سطحی به جنگ خلیج فارس دانستند و شخصیت کل‌بابا با صدام حسین، و کویر در بازی با عراق مقایسه شد.

## گیم‌پلی
این بازی در سبک (به انگلیسی: shoot 'em up) از زیررده‌های سبک تیراندازی قرار می‌گیرد و کاربر در آن یک بالگرد آپاچی اِی‌اچ-۶۴ را هدایت می‌کند. این بازی نسبت به دیگر بازی‌های معمول در این سبک، کمتر دارای تیراندازی بدون فکر است و نکات راهبردی بیشتری دارد.

بالگرد در حال شلیک راکت به تانک و نجات بازرسان سازمان ملل متحد که توسط دشمن گروگان‌گیری شده‌اند.

بالگرد در حال پیاده کردن یک نیروی مفقودالاثر پیداشده خودی. بشکه سوخت و جعبه مهات در نزدیکی محل فرود دیده می‌شود.

حرکات در سطوح حرکتی چندسویه‌ای با ژرفانمایی دوبعدی است و زاویه دید به جای آن که از درون کابین خلبان باشد، از بیرون بالگرد است.
هر مرحله از چندین ماموریت تشکیل یافته، و ماموریت‌ها شامل کارهایی مانند نابودکردن تاسیسات و تسلیحات دشمن، نجات دادن گروگان‌ها و اسیران جنگی، یا دستگیری افراد دشمن است.
بالگرد مجهز به تیربار، راکت هیدرا ۷۰ با قدرت تخریب بالاتر و موشک هوابه‌زمین ای‌جی‌ام-۱۱۴ هلفایر است که قدرت تخریب بیشتری نسب به هر دو دارد. بالگرد از جنگ‌افزارهای قوی‌تر، تعداد کمتری را می‌تواند حمل کند و کاربر باید در هر زمان، سلاح مناسب را به کار گیرد.
جنگ‌افزارهای دشمن از سربازان دارای جنگ‌افزار گرم تا خودروهای زرهی، تانک و پدافند هوایی متغیر است.
جان زره بالگرد، میزان محدودی دارد که با برخورد شلیک‌های دشمن به آن، از میزانش کم می‌شود. با صفر شدن میزان زره، بالگرد نابود می‌شود و یکی از جان‌های بالگرد کم می‌شود. کاربر باید برای جلوگیری از واردشدن آسیب به بالگرد، در برابر تیرهای دشمن جاخالی بدهد؛ اما در صورت واردشدن آسیب می‌تواند با گرفتن بسته‌های زره یا رساندن افراد نجات‌داده‌شده از نیروهای خودی یا تحویل دشمنان دستگیرشده به محل فرود، آسیب را جبران کند و جان زرهش را پر کند.
بالگرد سوخت محدودی دارد که به طور پیوسته و با پیشروی در بازی کم می‌شود. با تمام‌شدن سوخت، بالگرد سقوط می‌کند و یک جان کم می‌شود. بالگرد با برداشتن بشکه‌های سوخت، سوختگیری می‌کند و کاربر باید در حین بازی زمان‌بندی سوختگیری را طوری برنامه‌ریزی کند تا بیشترین بهره‌وری را داشته‌باشد. همچنین میزان مهمات محدودی قابل حمل است که با برداشتن جعبه‌های مهمات، می‌توان آن را پرکرد.

## بازتاب‌ها

### نقدها
| گردآورنده  | امتیاز                                |
| ---------- | ------------------------------------- |
| گیم‌رنکینگز | مگادرایو: ۷۸٫۷۵% سوپر نینتندو: ۷۱٫۰۰% |

| ناشر                       | امتیاز                             |
| -------------------------- | ---------------------------------- |
| ام! گیمز                   | MD: 80/100 DOS: 74/100 GBA: 70/100 |
| مین ماشینز                 | ۹۴%                                |
| بازی‌های ویدئویی و رایانه‌ای | ۹۲%                                |
| آمیگا اکشن                 | ۹۰%                                |
| آمیگا کامپیوتینگ           | ۹۳%                                |
| آمیگا فرمت                 | ۸۷%                                |
| سی‌یو آمیگا                 | ۹۳%                                |
| د وان                      | ۹۳%                                |

با وجود این که ساخت این بازی، مدتی پیش از آن که هرگونه بحثی درباره حمله ایالات متحده به عراق مطرح شود، آغاز شد؛ اما برخی تفسیرگران معتقد بودند که این بازی تلاشی بوده برای بزرگنمایی کردن و تقویت پوشش‌های پسایند خبری گسترده پیرامون جنگ خلیج فارس، که تاکیدشان بر لزوم استفاده از جنگ‌افزارهای پیشرفته و بدون سرنشین (مانند هواگرد و موشک‌های هدایت‌شونده) برای نابودکردن تاسیسات و تسلیحات دشمن بود.
برخی تفسیرگران، شالوده موضوع بازی را کج‌سلیقگی دانستند.

### فروش
حمله صحرایی سریعاً به موفقیت تجاری رسید و به صدر جدول پرفروش‌ترین بازی‌ها رفت. این بازی تا چند ماه پس از انتشارش نیز در میان ۱۰ بازی پرفروش قرار داشت و در زمان خود پرفروش‌ترین بازی تاریخ شرکت الکترونیک آرتز بود.